# Armadillidium cavannai
Armadillidium cavannai is een pissebed uit de familie Armadillidiidae. De wetenschappelijke naam van de soort is voor het eerst geldig gepubliceerd in 1960 door Arcangeli.